# 유전자 제거
유전자 제거(遺傳子除去, 영어: gene knockout, KO)는 어떤 유기체의 유전자가 작동하지 않도록 하는 유전학적 기술이다. 유전자 녹아웃이라고도 한다. 하지만, KO는 또한 제거된 유전자를 일컫거나 유전자가 제거된 유기체를 부르는 것일 수도 있다. 녹아웃 유기체 또는 녹아웃은 유전자의 기능을 연구할 때 쓰이며, 주로 유전자 결손에 대한 효과를 조사할 때 쓰인다. 연구자들은 정상 개체와 녹아웃 유기체 간의 차이를 보고 추론한다.
녹아웃 기술은 기본적으로 유전자 녹인(gene knockin)과 반대이다. 동시에 두개의 유전자를 녹아웃하는 것을 더블 녹아웃(double knockout(DKO))이라 한다. 유사하게, 트리플 녹아웃(triple knockout(TKO))과 쿼드러플 녹아웃(quadruple knockouts(QKO))는 각각 셋 또는 네 개의 유전자 제거를 의미한다. 하지만, 이형접합(heterozygous)과 동형(homozygous) 녹아웃을 구분 할 필요가 있다. 전자는 둘 중 한가지 유전자만 녹아웃 한 것이고, 후자는 둘다 녹아웃한 것이다.

## 방법
녹아웃은 다양한 기술을 통해 실행할 수 있다. 원래, 자연적으로 발생하는 돌연변이가 있는지 DNA 시퀀싱(DNA sequencing) 또는 다른방법으로 확인한 후 유전자 제거나 불활성화가 이루어져야 한다.

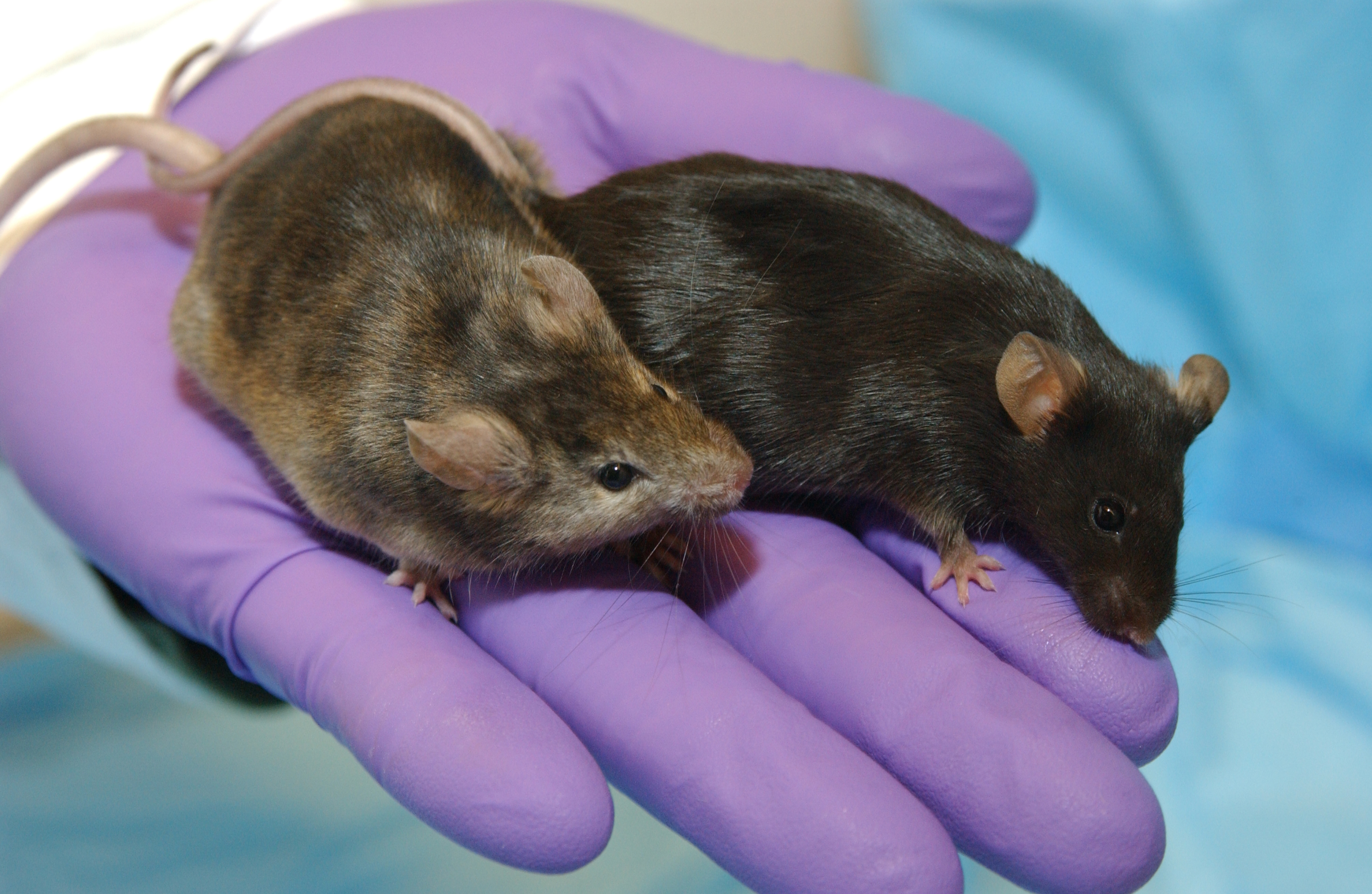
털성장에 영향을 주는 유전자를 제거한 실험실 쥐(왼쪽)가 정상 실험실 쥐의 옆에 있다.

### 상동 재조합 (Homologous Recombination)
전통적으로, 상동 재조합(homologous recombination)은 유전자 제거를 일으키는 중요한 방법이었다. 이 방법은 원하는 돌연변이 결과물을 포함하는 DNA 구조물을 먼저 만들어야 한다. 녹아웃을 목적으로 하는경우, 전형적인 경우에 녹아웃 유전자의 위치에 약제내성 마커가 포함된다. 이 구조는 또한 목표 유전자배열에 최소 2kb크기의 상동(homology)을 포함한다. 이 구조물은 미세주입(microinjection)이나 전기천공(electroporation)을 통해서 (줄기) 세포에 전달된다. 이 방법은 그 이후 세포 자신의 수리 메커니즘에 의존하는데, 이는 기존의 DNA에 DNA 구조물을 재조합하는 것이다. 이 결과로 유전자 배열이 바뀌게 되고, 대부분의 경우, 번역이 다 된경우, 유전자는 비기능 단백질로 번역되게 된다. 하지만, 이는 비효율적인 방법인데, 상동 재조합은 DNA 통합(DNA integration)에서 10-2에서 10-3 비율 밖에 차지하지 않는다. 그 보다는 더욱 많은 경우, 구조물 안에 약물을 이용한 선별 마커(drug selection marker)를 이용해 재조합 이벤트가 일어난 세포를 선별하는 방법을 이용한다.

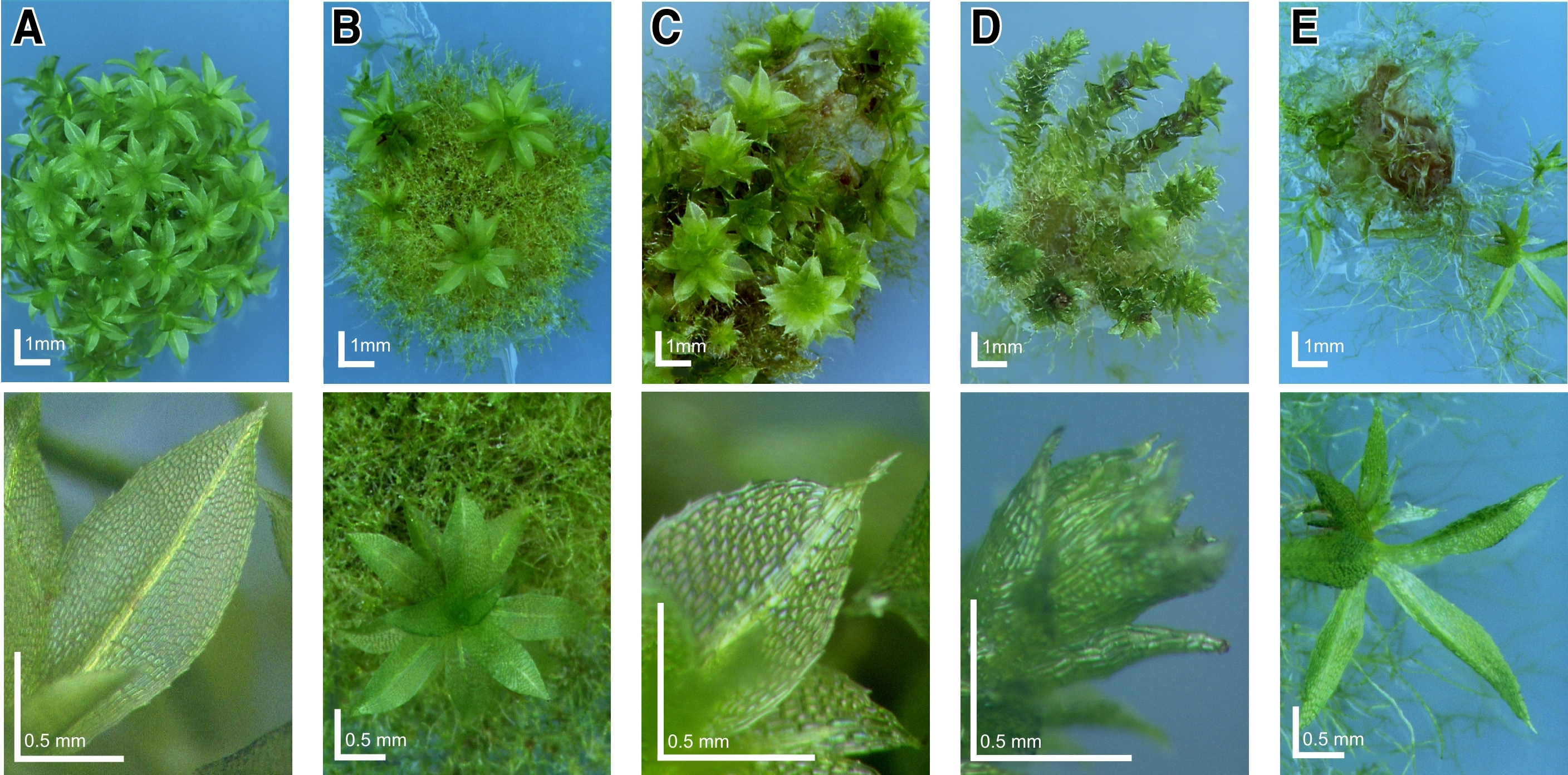
야생형 Physcomitrella 및 녹아웃이끼: 유전자파괴를 통한 표현형의 일탈. Physcomitrella 야생형과 형질전환된 식물이 최소 Knop 배지에서 분화와 배우자 낭체를 보기 위해 배양됨. 윗줄 사진은 눈금 1mm이고 근접촬영한 아랫줄 사진은 0.5mm 눈금을 이용했다. A: 반수체(haploid) 야생형 이끼는 잎이 풍성하게 덮힌 배우자 낭체를 볼 수 있다. B-D: 다른 돌연변이

유전자가 결손된 (줄기) 세포는, 쥐의 경우에, 초기 배아에 그것을 삽입함으로써 생체에서 사용될 수 있다. 이러한 키메라 마우스가 생식 세포계에 이 유전자 변화를 가지고 있으면, 이것은 후손에게도 이어진다.
이배체에서, 대부분의 경우에 두 군데 유전자 자리를 포함하는데, 한가지 기능을 하는데 여러 유전자가 연관되는 경우, 추가적인 형질전환이나 선별과정이 목표 유전자를 녹아웃할 때까지 필요할 수 있다. 동형 녹아웃 동물을 생산하기 위해서 선발 육종(selective breeding)이 필요할 수도 있다.

### 부위 특정 핵산가수분해효소 (Nuclease)

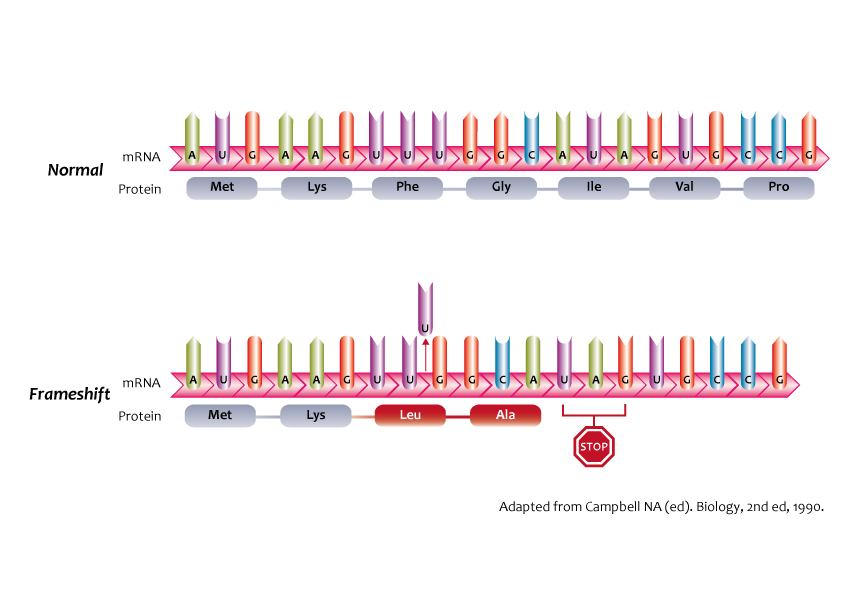
그림 1. 단일 염기 삭제로 인해 일어나는 프레임시프트(frameshift) 돌연변이. 그 결과로 아미노산 배열이 바뀌고 미성숙 정지코돈이 생긴다.

현재 DNA 시퀀스를 목표로해서 이중가닥 손상을 일으키는 정교한 방법은 크게 3가지가 있다. 이것이 일어나게 되면, 세포의 복구 메커니즘은 이중가닥 손상을 수리하려고 하고, 이는 종종 비상동 말단접합(non-homologous end joining, NHEJ)을 일으키며, 이는 직접적으로 두 말단부를 접합시키는 것을 포함한다. 이 과정은 불완전하게 일어날 수 있으며, 그에 따라 염기 서열의 삽입이나 삭제를 일으키며, 이는 프레임시프트 돌연변이를 일으킨다. 이러한 돌연변이는 유전자에 비기능성을 부여하고, 그러므로 유전자의 결손을 만들어 낸다. 이 과정은 상동 재조합(homologous recombination)보다 효율적으로 일어나며, 그러므로 이대립인자성(biallelic) 녹아웃을 만드는 것이 훨씬 쉬울 수 있다.

#### 아연 집게 (Zinc-Fingers)
아연 집게 핵산분해효소(Zinc-finger nucleases)는 정교하게 DNA 시퀀스를 목표로 할 수 있는 DNA 결합 부위를 가진다. 각각의 아연 집게는 원하는 DNA 시퀀스 코돈을 인식할 수 있으며, 그에 따라 특정 시퀀스에 모듈처럼 조합되어 결합할 수 있다. 이 결합 부위는 DNA에서 이중가닥 손상(double stranded break(DSB))을 일으킬 수 있는 제한효소(restriction endonuclease)와 관련된다. 손상 복구 과정은 유전자의 기능을 파괴하는 돌연변이를 일으킬 수도 있다.

#### 탈렌 (TALENS)
탈렌(Transcription activator-like effector nucleases (TALENs))또한 DNA 결합 부위와 DNA를 쪼갤 수 있는 핵산분해효소를 가지고 있다. DNA결합 부위는 아미노산 반복배열을 가지고 있는데, 각각은 원하는 목표 DNA 시퀀스의 단일 염기쌍을 인식할 수 있다. 만약 이 분열이 유전자 코딩 지역을 목표로 하고, NHEJ-매개 복구 과정이 삽입과 삭제를 매개하면, 프레임시프트(frameshift) 돌연변이가 종종 일어나고, 그래서 유전자의 기능을 잃게 된다.

#### 크리스퍼 (CRISPR)
크리스퍼(Clustered regularly interspaced short palindromic repeats (CRISPR))는 가이드 RNA(guide RNA)와 카스9 단백질(Cas9 protein)을 이용하는 유전자 조작 방법이다. 가이드 RNA는 원하는 DNA시퀀스의 단순히 상보 가닥을 만드는 것으로 가능하다. 이는 아연집게(zinc-fingers)나 탈렌(TALENs)의 경우에서 시간이 많이 걸리는 것과는 대조된다. 쌍을 이룬 카스9 단백질은 DNA에서 이중가닥을 풀어낼것이다. 아연집게나 탈렌에서와 마찬가지 원리로, 이중가닥이 풀린것을 수리하는 과정에서 생기는 프레임시프트 돌연변이는 비기능성 유전자를 만들어 내게 된다.

### 녹인 (Knockin)
유전자 녹인(knockin)은 유전자 녹아웃과 유사하다. 하지만, 이것은 유전자를 지우기 보다는 다른 유전자로 대체시키는 것이다.

## 유형

### 조건부 녹아웃
조건부 녹아웃(conditional knockout)은 특정 조직에서 특정 시간에 유전자 삭제가 이루어지도록 한다. 삭제돌연변이가 배아의 사망에 이를 수 있는 경우에 이런 녹아웃이 필요하다. 이는 유전자 주위에 loxP 부위라 불리는 짧은 시퀀스를 도입해서 일어난다. 이 시퀀스는 녹아웃과 같은 방식으로 생식 계열(germ-line)에 도입된다. 이 생식계열은 Cre-재조합효소를 포함한 다른 생식계열에 넘어갈 수 있다. 이 효소는 바이러스의 효소로 이 시퀀스를 인식하고 그것을 재조합하며, 이 부위에 배치된 유전자를 지울 수 있다.

## 활용

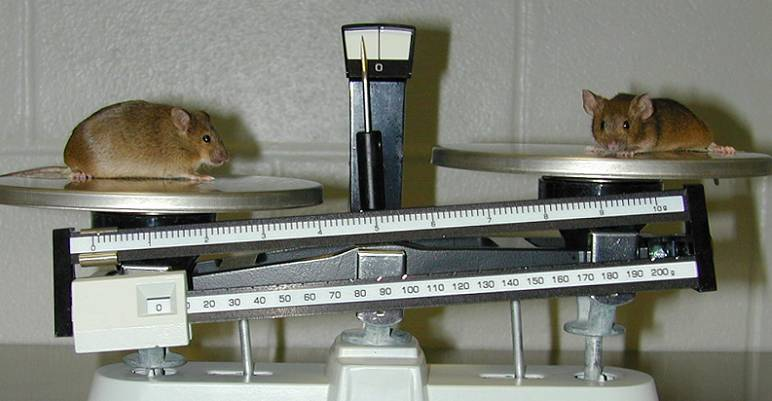
비만 모델로 이용되는 녹아웃 마우스 (왼쪽)와 정상 쥐와의 비교사진

이러한 유전자 녹아웃은 야생형 동물과 비슷한 유전 배경을 가진 녹아웃동물과의 비교를 통해 특정 유전자나 DNA지역의 기능을 이용하는데 주로 사용되는 유전자 녹아웃 실험에서 사용된다.
녹아웃 유기체는 약물 개발에서 스크리닝 도구로 사용되기도 한다. 특정 생물학적 과정을 목표로 할 때도 사용되며, 또한 특정 녹아웃을 이용해 약물의 메커니즘을 이해하는데 도움이 된다. 맥주효모균(Saccharomyces cerevisiae)의 전체 녹아웃 라이브러리를 활용해 약물의 작용을 이해하는데 도움이 되기도 한다.

## 같이 보기
- 생식계열
- 유전체 편집
- 마이오스타틴